# Eutettix divergens
Eutettix divergens är en insektsart som beskrevs av Delong och Harlan 1968. Eutettix divergens ingår i släktet Eutettix och familjen dvärgstritar. Inga underarter finns listade i Catalogue of Life.